# Conostegia pittieri
Conostegia pittieri är en tvåhjärtbladig växtart som beskrevs av Célestin Alfred Cogniaux och Théophile Alexis Durand. Conostegia pittieri ingår i släktet Conostegia och familjen Melastomataceae. Inga underarter finns listade i Catalogue of Life.